# Focke-Wulf Fw 44
Die Focke-Wulf Fw 44 „Stieglitz“ ist ein zweisitziger Doppeldecker des Bremer Flugzeugherstellers Focke-Wulf, der in den 1930er- und 1940er-Jahren vorrangig als Schulflugzeug und für den Kunstflug verwendet wurde. Der Typ war bei der Luftwaffe eines der Standardschulflugzeuge für die Ausbildung der Jagdflieger. Einige Erfolge im Luftsport, wie zum Beispiel eine Siegesplatzierung auf der Kunstflugmeisterschaft anlässlich der Olympischen Sommerspiele 1936, wurden ebenfalls mit der Fw 44 erflogen.
Unterstützt von Werbekampagnen seitens des Herstellers, fand die Fw 44 wegen ihrer hervorragenden Kunstflugeigenschaften Absatz in wenigstens neun weiteren Ländern in Europa, Südamerika und Asien. Dabei wurde die Fw 44 auch in vielen Betreiberländern als Lizenzbau gefertigt, um dem großen Bedarf gerecht zu werden. Die Entwicklung und Erprobung begann 1932; mit der Version Fw 44 D startete 1934 die erste Großserienproduktion.
Wegen der vielen Lizenznehmer für den Bau ist heute nicht mehr nachvollziehbar, wie viele Fw 44 tatsächlich hergestellt wurden – die Angaben schwanken zwischen mehr als 1900 und 3000 gebauten Exemplaren.
Um 2012 waren in Europa wenigstens 14 flugfähige Maschinen erhalten. Von einigen wenigen Fw 44 war bekannt, dass sie sich seinerzeit in der Restaurierungsphase befanden und binnen weniger Jahre wieder flugfähig gemacht werden sollten.

## Geschichte der Entstehung

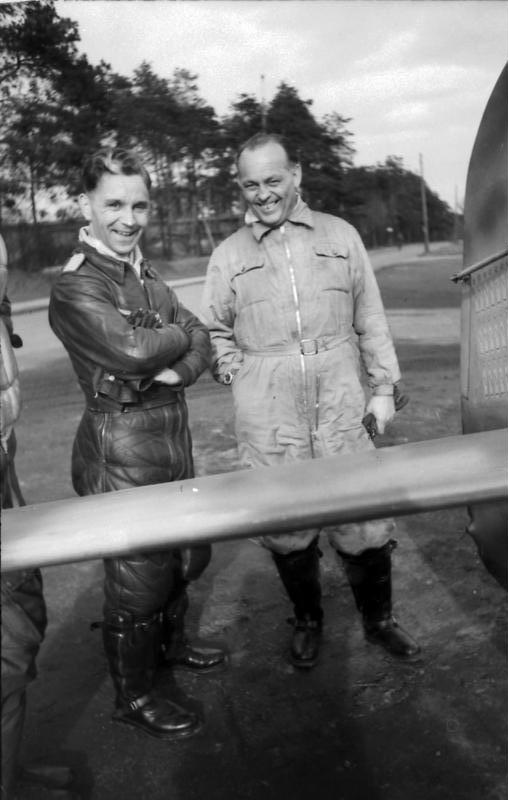
Die Fw 44 wurde unter der technischen Leitung von Kurt Tank (rechts, 1944) entwickelt

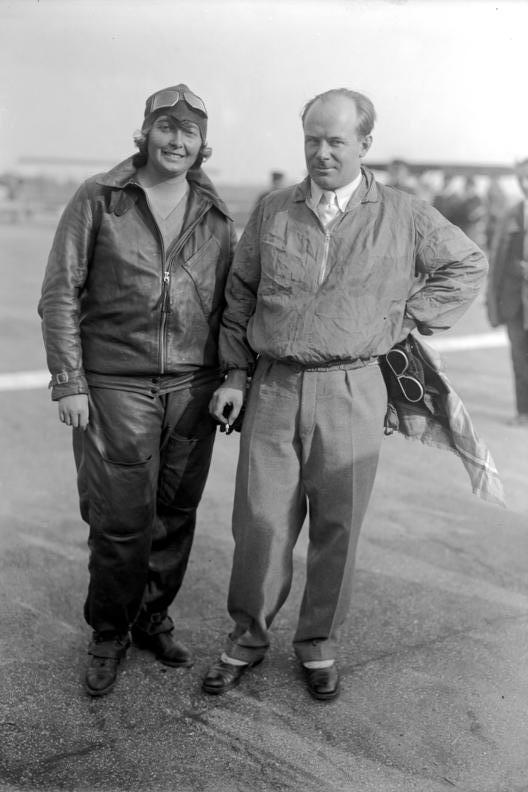
Ernst Udet (hier 1928 mit Thea Rasche) sprach Verbesserungsvorschläge an Kurt Tank aus und klinkte sich 1937 mit einer Fw 44 in die fliegende Hindenburg ein.

Die Fw 44 basiert auf der von Paul Klages entworfenen S 24 „Kiebitz“. Gerd Achgelis wurde auf einem leistungsgesteigerten S 24c Weltmeister. Die Leistungen der Maschine reichten Achgelis nicht mehr aus und so bat er seinen kollegialen Freund Paul Klages um eine Weiterentwicklung der S 24.
Obwohl zu diesem Zeitpunkt keine offizielle Ausschreibung zur Entwicklung eines solchen Musters vorlag, wurde bei Focke-Wulf eine Entwicklung in diese Richtung begonnen, aus der die Fw 44 A hervorging. Als Motor war der Sh 14 A mit 110 kW (150 PS) vorgesehen, welcher bereits seit 1929 als Sh 14 mit 85 kW (115 PS) in der deutschen Luftfahrt bekannt war und als zuverlässiges Triebwerk geschätzt wurde.
Am 5. September 1932 erfolgte der Erstflug des Musters in Bremen, das im Juni 1933 als D-2409 (Werknummer 154) in Weimar auf Gerd Achgelis zugelassen wurde, der auch den Erstflug durchgeführt hatte. Damals war es bei Focke-Wulf üblich, den Flugzeugen firmenintern Vogelnamen zu geben, wobei die Wahl bei der Fw 44 auf den Stieglitz fiel.
Gerd Achgelis war zu diesem Zeitpunkt der amtierende deutsche Kunstflugmeister und hatte die Position des Chefpiloten der Ingenieurschule Weimar inne. Am 27. März schrieb er einen Brief an die Focke-Wulf-Flugzeugbau A.G., worin er sich zur Fw 44 A äußerte:
„… ist es mir ein Bedürfnis Ihnen für diese vorzüglich gelungene Konstruktion, welche unter Berücksichtigung meiner speziellen Wünsche und Forderungen entstanden ist, meinen verbindlichsten Dank auszusprechen. Die Fw 44 weist ein sehr gutes Verhalten in allen Stabilitätslagen auf. Die Richtungs-, Längs und Querstabilität ist selten gut gelungen. Die Ruderwirkungen sind ganz ausgezeichnet. Sie können damit in allen stark Überzogenen Kunstfluglagen die einzelnen Kunstflugfiguren sehr gut korrigieren und die Maschine somit in jeder Lage einwandfrei bei Geringgeschwindigkeiten halten und steuern …“
Trotz der positiven Bewertung des Flugzeugs durch Achgelis stellten sich im weiteren Verlauf der Flugzeugerprobung diverse Probleme ein. So traten bei hohen Geschwindigkeiten Vibrationen im Höhenruder auf, welche auf eine mangelhafte Konstruktion der Höhenruderansteuerung zurückzuführen waren. Durch Umrüstung des Flugzeugs auf einen einteiligen Holm des Höhenruders konnte das Problem gelöst werden.
In der Trudelerprobung des Flugzeugs wurde mit fast leerem Tank eine Neigung zum Flachtrudeln festgestellt. Das Problem war auf einen falschen Einstellwinkel der oberen Tragfläche zurückzuführen. Der Prototyp, mit dem die Trudelerprobungen vorgenommen wurden, ging am 18. September 1933 verloren, woraufhin alle weiteren Testflüge mit dem Muster bis zur abschließenden Klärung der Unfallursache gestoppt wurden.
Nach einigen Kleinserien und weiteren Erprobungen wurde im Jahre 1934 mit der Version Fw 44 D die erste Großserie aufgelegt. Zu diesem Zeitpunkt war das Flugzeug technisch zwar ausgereift, aber der Kunstflieger und erfolgreiche Jagdflieger des Ersten Weltkriegs Ernst Udet hatte noch immer ernstzunehmende Verbesserungsvorschläge. Am 5. September 1934 richtete er einen persönlichen Brief an Kurt Tank, in dem er sich zur Fw 44 wie folgt äußerte:
„… habe Ihre Maschine gestern in Rechlin geflogen und mich wirklich gefreut eine so anständige Kiste vorzufinden. Ich beglückwünsche sie dazu, möchte Ihnen aber doch gleichzeitig folgendes mitteilen:
1) Das Querruder ist in seiner Wirkung nicht ausreichend. Beweis: Wenn sie eine Rolle fliegen etwas nach oben, d. h. etwas langsamer, so ist für die dauer dieser Flugfigur der volle Querruderausschlag notwendig. Fliegen sie eine Rolle, so fliegen sie trotz des vollen Ausschlages verhältnismäßig lange auf dem Rücken, weil die Querruder nicht ganz so wirken. Außerdem erscheint mir die Entlastung ziemlich reichlich. Lassen sie ruhig etwas mehr druck darauf, unsere jungen Leute haben genug Mark in den Knochen und geben sie diesem Ruder größere Wirkung.
2) Haben sie schon einmal einen anständigen Sideslip mit Ihrer Maschine geflogen ohne nach innen zu gieren? Nein. Also das Seitenruder muß sich irgendwie stärker auswirken, damit der Sideslip, den ich für Notlandungen und Landungen in schlechtem Gelände unbedingt für nötig halte, richtig ausgeführt werden kann. Beim kurzen Landen fiel mir auf, daß das Höhenruder jedes Mal voll nach oben ausgeschlagen war, so daß ich daher verhältnismäßig wenig Reserven in diesem Ruder zur Verfügung hatte. Also auch daran könnte noch etwas verbessert werden. Ihre Konstrukteure sollten nicht immer an die normalen Fluggeschwindigkeiten denken, sondern ihr solltet auch den überzogenen Flugzustand nicht außer Acht lassen. Aber dies alles soll keine Kritik sein, sondern ist lediglich ein kleiner Vorschlag von mir, der dazu helfen soll, Ihrer Maschine das Prädikat 1 mit Stern zu verleihen.
Hals und Beinbruch Ihr Ernst Udet“
In den folgenden Versionen wurden die Anregungen ernst genommen und das Flugzeug bis zur Variante J fortwährend verbessert.
Während der Produktionszeit von 1932 bis 1945 wurden mehr als 1900 Exemplare in verschiedenen Versionen gebaut, wobei manche Quellen von bis zu 3000 Stück berichten. Neben Focke-Wulf produzierten auch AGO (Oschersleben), Bücker (Rangsdorf), Siebel (Halle/Saale) und mehrere ausländische Hersteller das Muster in Lizenz. Heute sind in Europa vermutlich nicht mehr als 14 fliegende Exemplare erhalten.

## Konstruktion

### Tragflächen

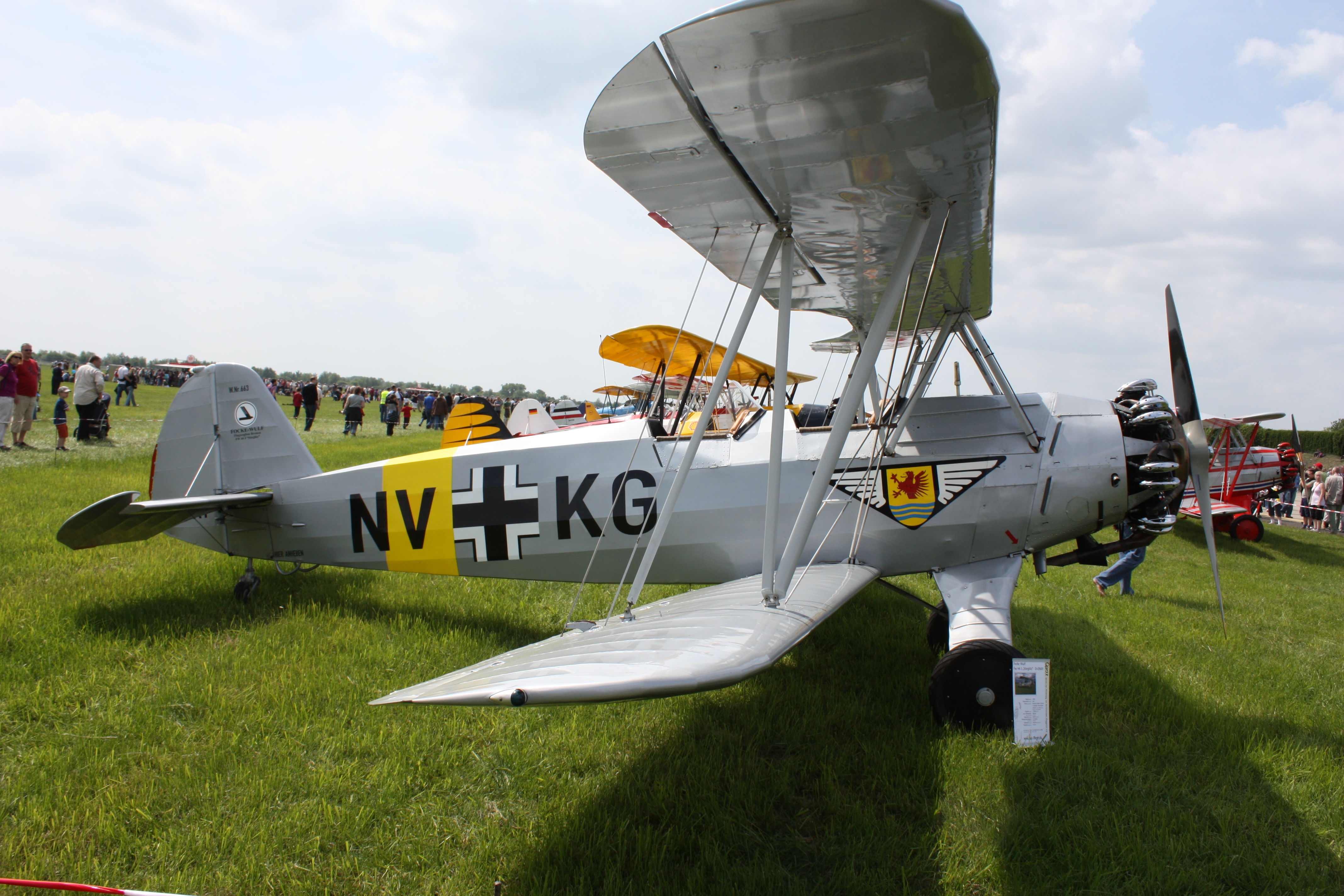
Gut zu erkennen: der N-Stiel und der vertikale Versatz der Tragflächen

Die Anordnung der Tragflächen ist leicht gepfeilt, die vertikale Anordnung ist gestaffelt, es liegt eine leichte V-Form an. Die Tragflächen sind mit stromlinienförmigen Drähten verspannt und einstielig ausgeführt. Die Verspannung ist eine kreuzweise Doppeldrahtverspannung in der Vorderholmebene. Die oberen und unteren Tragflächen haben den gleichen Grundriss; sie sind zweiteilig ausgeführt und mit je zwei Holmen versehen. Die Tragflächen sind in Holzbauweise gefertigt, auf der Oberseite mit Stoff bespannt und auf der Unterseite mit Sperrholz beplankt. Jede Oberflügelhälfte ist mit einem N-Stiel über dem Rumpf und einem N-Stiel mit dem Unterflügel verbunden. Querruder befinden sich sowohl in den oberen als auch in den unteren Tragflächen.
Die Holme der Tragflächen bestehen aus lamellierten Kiefernholzgurten, die Rippen wurden teils als Kasten, teils als Fachwerk ausgeführt. Die Flügel sind auf der Unterseite vollständig mit Sperrholz beplankt und auf der Oberseite größtenteils bespannt. Nur in der Nähe der N-Stiele wurde ebenfalls Sperrholz als Beplankung verwendet. Die Querruder sind sowohl massen- als auch aerodynamisch ausgeglichen. Sie sind ebenfalls mit Stoff bespannt, aber im Gegensatz zum Rest der Tragflächen in Stahl ausgeführt.

### Rumpf

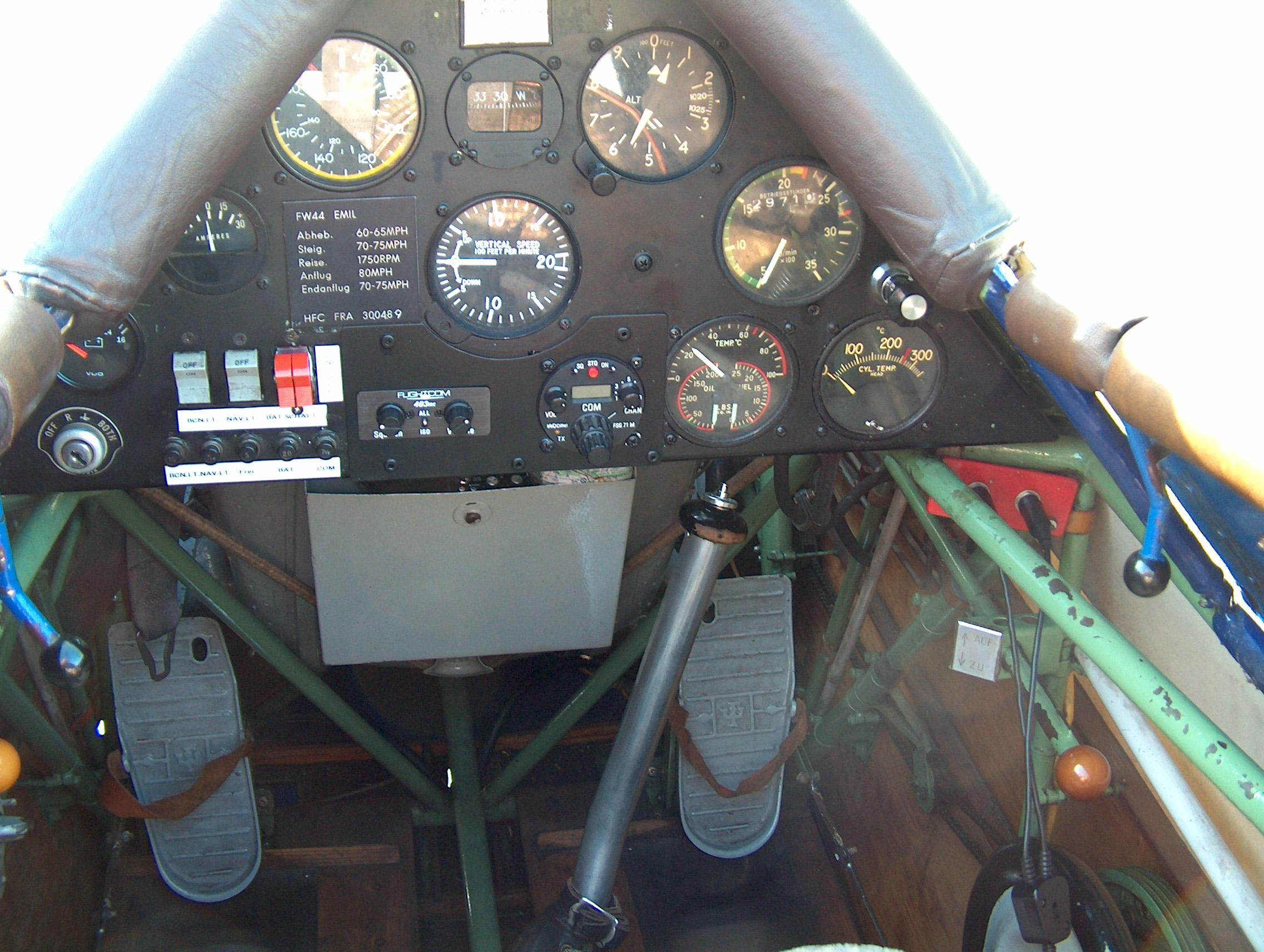
Cockpit einer Fw 44 mit teilweise moderner Instrumentierung im angloamerikanischen Maßsystem

Der Rumpf wurde als geschweißtes Stahlrohrfachwerk aus handelsüblichem Stahl ausgeführt. Auf das Stahlrohrgerüst aufgeschraubte formgebende Elemente geben dem Rumpf einen vieleckigen Querschnitt. Die Rumpfoberseite wurde vom Pilotensitz (hinterer Sitz) bis zum Brandschott in Blech ausgeführt, wobei die Einstiege an den Pilotensitzen mit Einstiegsklappen versehen wurden.
Die Bespannung wurde ab Werk tropenfähig imprägniert und die Rumpfunterseite wurde für eine bessere Wartungsfähigkeit mit einer Schürnaht versehen.
Die beiden Pilotensitze sind bei den späteren Modellen mit einer Mechanik versehen, die eine Sitzverstellung auch während des Fluges erlaubt. Die Sitzwannen sind für die Benutzung von Sitzkissenfallschirmen ausgelegt. Vor jedem Sitz ist ein Instrumentenbrett angebracht, wobei üblicherweise nur das des Piloten mit voller Instrumentierung für Funk, Flug-, Navigations- und Triebwerksüberwachung versehen ist.
Hinter dem Pilotensitz ist ein kleiner Gepäckraum eingelassen, der vollständig in Zeltbahnstoff ausgeführt wurde und von links außen am Rumpf zugänglich ist.

### Leitwerk
Das Leitwerk ist in konventioneller Bauweise ausgeführt und ebenfalls verspannt. Die Flosse ist als Holzgerüst ausgeführt und sperrholzbeplankt, während die Ruder aus Dural gefertigt und ebenfalls stoffbespannt sind.
Die Seitenflosse und das Ruder sind vollständig aus Dural gefertigt und mit Stoff bespannt und die Flosse ist vom Rumpf abnehmbar.
Bei der Entwicklung des Leitwerks wurde besonderer Wert auf eine gute Ruderwirkung und geringe Ruderkräfte in allen Fluglagen gelegt.

### Fahrwerk
Das Fahrwerk ist starr und als Spornradfahrwerk ausgeführt. Das Hauptfahrwerk ist an einer geteilten, in der Mitte hochgezogenen Achse, sowie an einem dreibeinigen Bock mit einer unter dem Rumpf angelenkten Achse aufgehängt. Die Federung des Fahrwerks erfolgt durch Druckgummischeiben mit Ölstoßdämpfung. Die Räder werden mittels einer hydraulischen Duo-Servo-Ölbremse gebremst.
Der Sporn wurde zunächst als drehbarer Schleifsporn, später als drehbares Spornrad ausgeführt.

## Motorisierung

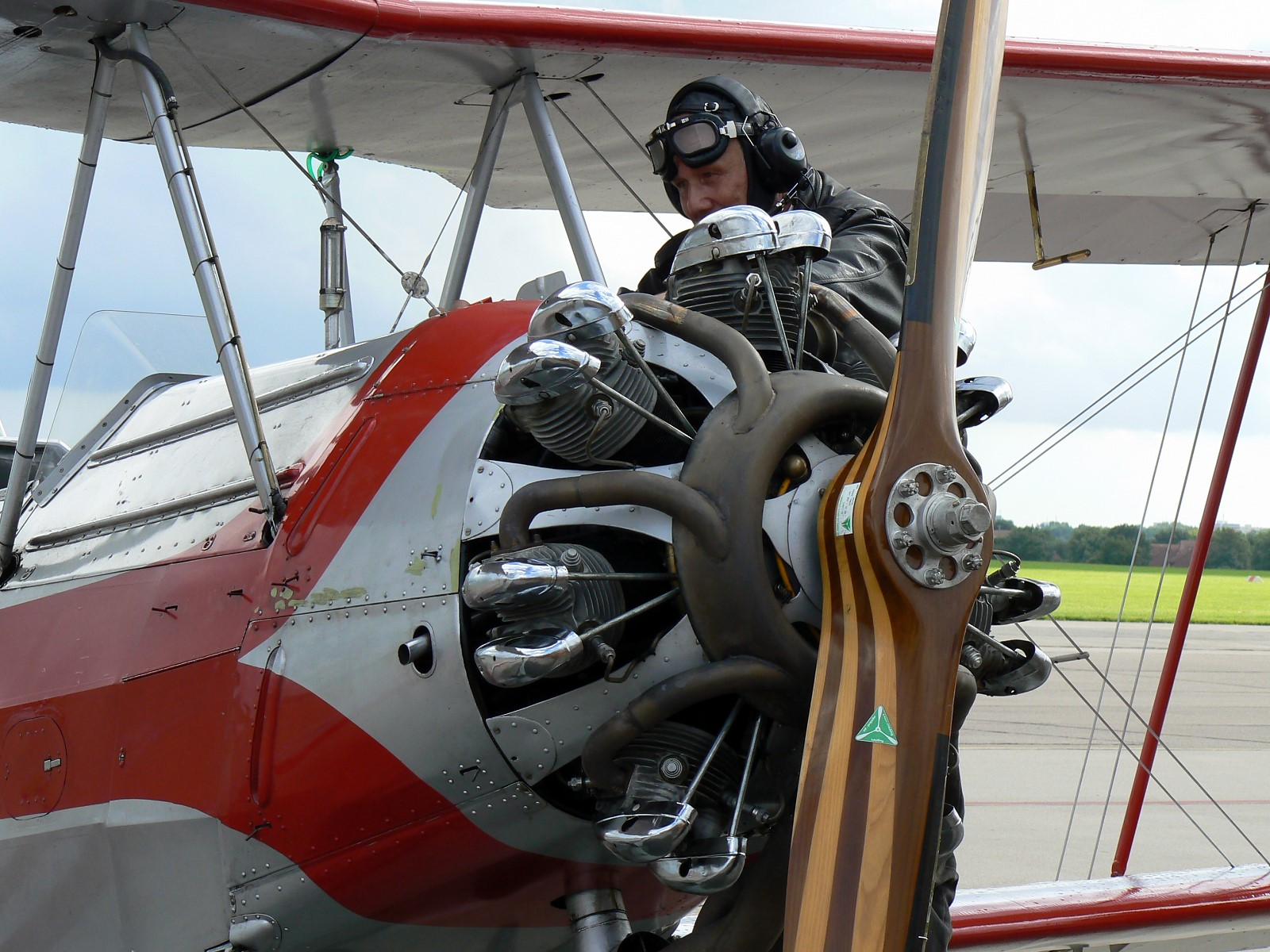
Stieglitzpilot beim Prüfen des Schmierstoffvorrats

Die Fw 44 wurde in den meisten Baureihen mit den Siemens Sh 14 ausgerüstet. Andere Motorvarianten bildeten eher eine Ausnahme, auch wenn zahlreiche Motoren an der Fw 44 erprobt wurden. Siehe dazu auch: Modelle.
Der Siemens Sh 14 ist ein 7-Zylinder-Sternmotor, der in der Variante A 7,7 Liter Hubraum und in der Variante A-4 7,84 Liter Hubraum hat. Die Variante A leistet 110 kW (150 PS) bei einer Verdichtung von 5,3:1, der Sh 14 A-4 hingegen 160 PS bei einer Verdichtung von 6:1.
Die Luftschraube ist eine starre Zweiblatt-Holzluftschraube mit 2,25 Metern Durchmesser. Die Fw 44 fasst insgesamt 135 Liter Kraftstoff, wobei 97 Liter im Hauptkraftstofftank untergebracht sind und 38 Liter in einem Tank hinter dem Instrumentenbrett des vorderen Sitzes. Das Flugzeug führt bis zu 12 Liter Schmierstoff mit sich.

## Modelle
Die Modellbezeichnungen werden hier zwar in alphabetischer Reihenfolge aufgelistet, jedoch ist die Chronologie der Modellnummern nicht mit der alphabetischen Reihenfolge übereinstimmend. Bei den frühen Modellen unterscheiden sich die Flugzeuge technisch teils erheblich, wohingegen bei späteren Projekten vor allem mit der Motorisierung experimentiert wurde und grundlegende technische Änderungen am Flugzeug in den Hintergrund traten.

### Fw 44 A / B

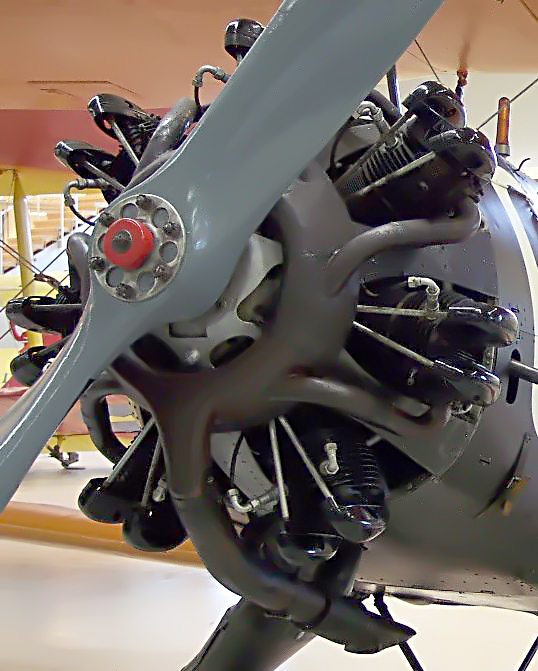
Detailansicht des häufig verwendeten Sh 14 A mit rundem Abgassammler

Bei der Fw 44 A handelte es sich um zwei Prototypen, auf deren Basis im Verlauf der weiteren Entwicklung starke Veränderungen vorgenommen wurden. Die Notwendigkeit der Veränderungen ergaben sich unter anderem daraus, dass die Flugerprobung der Fw 44 A mit der Werknummer 155 im Jahre 1933 mit einem Absturz endete.
Die Fw 44 B erhielt neben dem veränderten Leitwerk noch weitere Veränderungen, wurde aber weiterhin mit dem Siemens-Sh-14-A-Sternmotor ausgerüstet und als Kleinserie aufgelegt. Die Hauptänderung lag in der Verlängerung des Rumpfes von 6,60 auf 7,29 Meter, was an einer Fw 44 mit der Werknummer 156 erprobt wurde. Auch das Flugzeug von Gerd Achgelis mit der Werknummer 154 wurde auf den Stand der B-Modelle umgerüstet.

### Fw 44 C

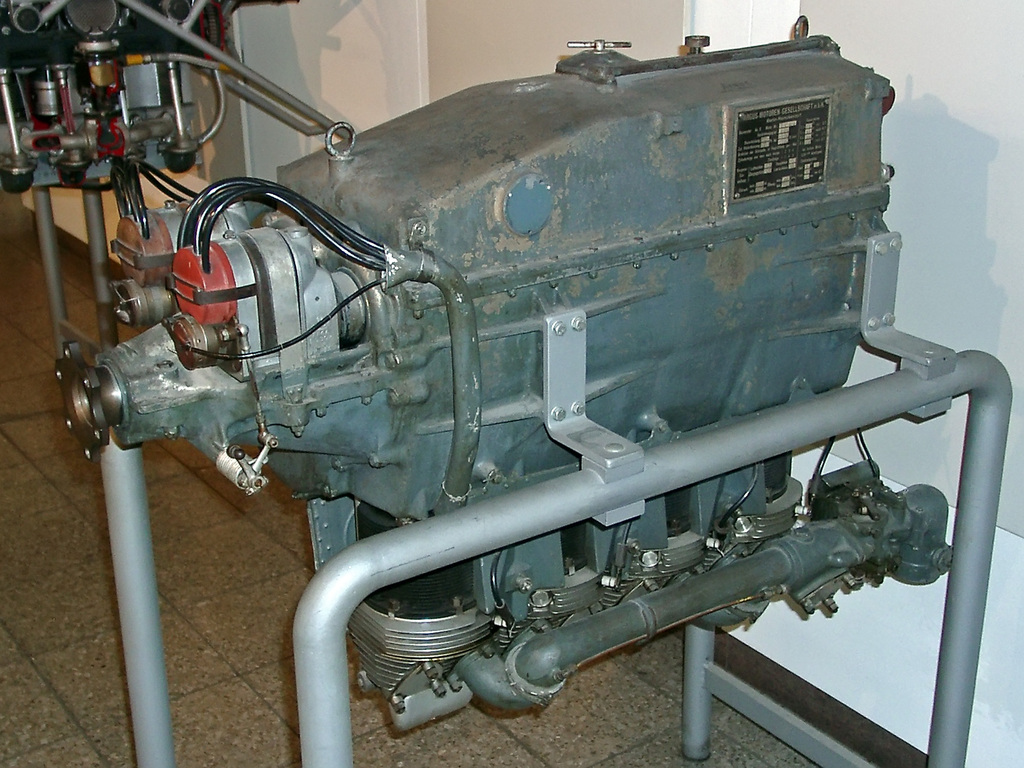
Ein Argus As 8, wie er zur Erprobung in der Werknummer 164 eingesetzt wurde

Am Ende des Jahres 1933 wurde die Fw 44 B mit der Werknummer 164 zwecks Erprobung mit einem Argus As 8 ausgerüstet. Dieser Motor leistete 99 kW (135 PS) und konnte sich wegen der gegenüber dem Sh-14-Motor geringeren Leistung nicht durchsetzen. Gegenüber dem Sh 14 hatte der Argus-Motor den Vorteil der etwas höheren Reichweite, da der Kraftstoffverbrauch geringer war. Diese Variante blieb zunächst ein Einzelstück, wurde aber dennoch mit der eigenen Modellbezeichnung „C“ versehen.

### Fw 44 D
Nach der Erprobung des Argus-Motors wurde wieder auf den Sh 14 gesetzt und einige Verbesserungen in das Flugzeug integriert. Focke-Wulf rüstete das Flugzeug mit einer rückenflugfähigen Schmierstoffpumpe und einem dazu passenden Vergaser aus. Außerdem versah man den Motor mit einem runden Abgassammler. In die Bodenwannen der Sitze wurde eine Mulde zum Mitführen eines Sitzfallschirms integriert und man konnte die Sitze nun am Boden höhenverstellen. Das Flugzeug bekam ein kleines Gepäckfach aus Stoff, welches hinter dem Pilotensitz angebracht wurde. Die Fw 44 konnte nun mit Kufen ausgerüstet werden. Ab 1934 wurden die Verbesserungen in die Serienproduktion übernommen und die erste Großserienfertigung begann unter der Modellbezeichnung D.
Wegen des hohen Auftragseinganges wurde die Fw 44 D neben der Fertigung im Stammwerk (747 Stück) zeitweilig auch in anderen Werken (Bücker Flugzeugbau – 85 Stück, AGO Flugzeugwerke – 121 Stück sowie Siebel Flugzeugwerke – 515 Stück) in Lizenz gebaut.

### Fw 44 E
Beim Modell E handelte es sich um die Version D, die erneut mit einem Argus As 8 ausgerüstet wurde. Die Fw 44 E wurde ab 1934 in einer Kleinserie von etwa 20 Stück aufgelegt.

### Fw 44 F
In dieser Ausführung wurden Verfeinerungen gegenüber dem Modell D vorgenommen. Das Flugzeug erhielt Positionslichter und einen Landescheinwerfer, um nachtflugfähig zu werden. Der Schleifsporn wurde durch ein Spornrad ersetzt, das Gepäckfach war nun durch eine Klappe im Rumpf zu erreichen und die Sitze waren nun auch während des Fluges verstellbar.

### Fw 44 H

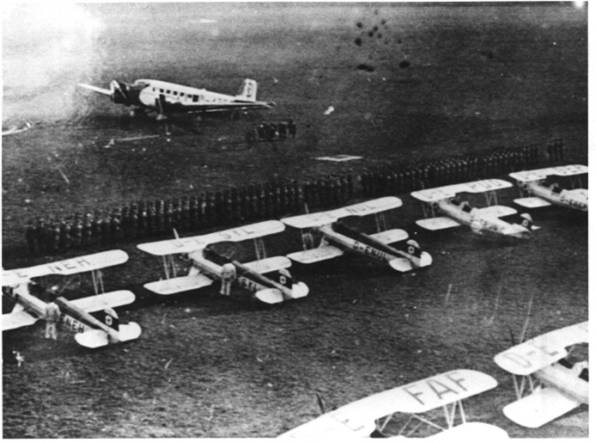
Paradeaufstellung mit Fw 44 auf dem Fliegerhorst Celle-Wietzenbruch, 1935

Im Jahre 1936 wurde eine Baubeschreibung für eine Fw 44 verfasst, die als Antrieb einen Hirth HM 501 vorsah. Es handelte sich bei dem Triebwerk um einen Sechszylinder-Reihenmotor mit sechs Litern Hubraum, der 118 kW (160 PS) leistete. Zu Flugversuchen mit dem Modell kam es erst 1941, wobei die Fw 44 D mit der Werknummer 67 (D-ETXA) auf den neuen Motor umgerüstet wurde. Die Fw 44 H blieb ein Einzelstück und es wurden nur einige Testflüge unternommen, um die Funktionalität nachweisen zu können.

### Fw 44 J
Das Modell J war ab 1936 die letzte Serienvariante. Sie war hauptsächlich für den Export bestimmt und mit dem Sh 14 A4 ausgerüstet, der 160 PS leistete.

### Fw 44 M
Beim Modell M handelte es sich um einen Versuchsträger, der im Jahre 1937 mit einem amerikanischen Reihenmotor vom Typ Menasco C4S Pirat mit 110 kW (150 PS) ausgerüstet wurde.

### Fw 44 N
Um die Fw 44 einem größeren Kundenkreis zugänglich zu machen, versuchte Focke-Wulf bereits 1934, den stärkeren Bramo 325 mit 129 kW (175 PS) in das Flugzeug zu integrieren. Zunächst wurde der Motor auf einem nicht fliegenden Erprobungsträger eingebaut. Es handelte sich dabei um die Fw 44 J mit dem Kennzeichen D-EHVA. Später wurde der Motor in die D-ENGO eingebaut und mit einer NACA-Haube versehen. Am 10. Dezember 1934 hob das Flugzeug vom Flugplatz der Erprobungsstelle Rechlin ab und flog rund 30 Minuten mit dem Motor. Zwar wurde die Betriebserlaubnis vom Reichsluftfahrtministerium erteilt, aber da weder Bramo noch Focke-Wulf die Weiterentwicklung des Triebwerks vorantrieben, wurde das Projekt eingestellt.

## Betreiberländer und internationale Lizenzproduzenten
Größter Betreiber der Fw 44 war das nationalsozialistische Deutschland. Allein die Luftwaffe der Wehrmacht erhielt wenigstens 1442 Flugzeuge, andere Quellen berichten von bis zu 1588 Luftwaffen-Fw 44. Zahlreiche Fw 44 gingen an Privatleute und Flugschulen.
Die Fw 44 war wegen ihrer hervorragenden Flugleistungen auch im Ausland sehr beliebt. So wurde sie nicht nur bei Focke-Wulf in Bremen gebaut, sondern auch in Lizenzproduktion in anderen Ländern gefertigt und betrieben. Bemerkenswert ist dabei, dass die Fw 44 1936 trotz eines Stückpreises von 18.578,80 Reichsmark international Absatz fand, während das Konkurrenzmodell Bücker Jungmann zum gleichen Zeitpunkt nur rund 14.000 Reichsmark kostete. Inflationsbereinigt entspräche das heute einem Kaufpreis von 98.000 Euro für eine Fw 44 beziehungsweise rund 74.000 Euro für eine Jungmann.
Neben den unten erwähnten Betreiberländern zählte auch China zu den Bestellern des Flugzeugs. Trotz Bemühungen seitens Focke-Wulf konnten niemals Bestellungen aus den Vereinigten Staaten verzeichnet werden, da dort bereits modernere Schulflugzeuge in Planung waren.

### Schweden

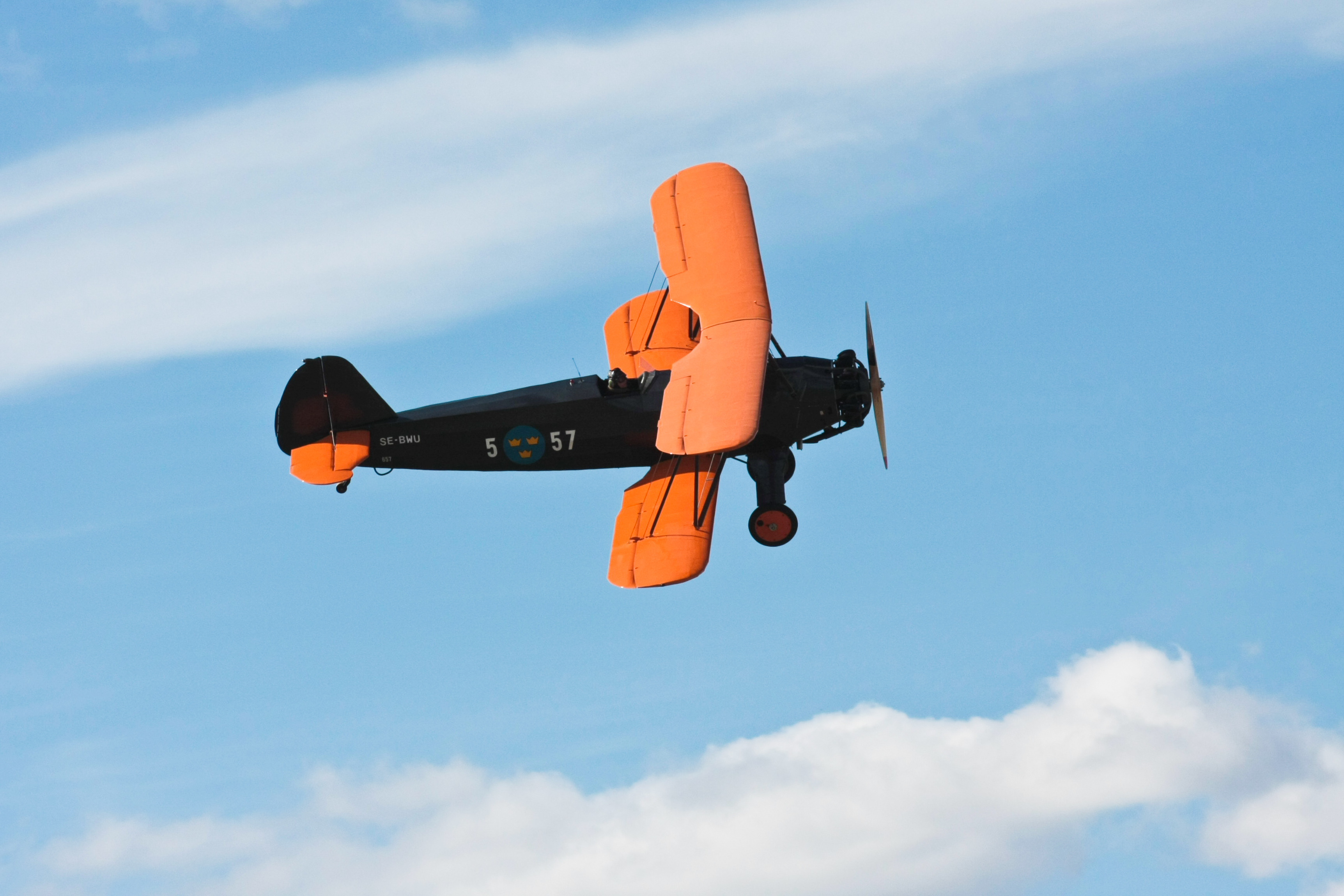
Eine Fw 44 in zeitgenössischer schwedischer Lackierung über Ljungbyhed rund 65 Jahre nach der ersten schwedischen Bestellung

Nach einem Vorführflug durch Emil Kropf in Ljungbyhed im Jahre 1935 bestellte die schwedische Luftwaffe zwei Fw 44 J, die im April desselben Jahres geliefert wurden. Sie wurden auf dem schwedischen Luftwaffenstützpunkt Malmslätt stationiert und erhielten die Seriennummern 801 und 802. Die Schweden bezeichneten das Flugzeug zunächst provisorisch als P2, testeten die Flugeigenschaften und bestellten daraufhin 14 weitere Fw 44 J, um die bisherigen Standardschulflugzeuge de Havilland 60 T Moth und die Raab-Katzenstein RK26 Tigerschwalbe durch die Fw 44 zu ersetzen. Zwischen Januar und Juli 1937 wurden die Flugzeuge an die Flugschule F5 geliefert und erhielten die Bezeichnung Sk 12, wobei die Abkürzung für skol (schwedisch: Schule) stand.
Bereits zuvor, im Jahre 1936, schlossen die schwedische Luftwaffe und Focke-Wulf einen Vertrag zur Lizenzproduktion von 20 Fw 44 J beziehungsweise Sk 12 bei ASJA in Linköping, die später in Saab überging. Zwischen Herbst 1937 und August 1938 wurden die Flugzeuge gefertigt und an die schwedischen Luftstreitkräfte ausgeliefert.
Um den Bedarf an Fw 44 J in Schweden zu decken, wurden die Flugzeuge auch bei der Centrala Verkstaden Västerås (CVV) und bei Českomoravská-Kolben-Daněk (ČKD) in Prag gefertigt. Zwischen 1935 und 1943 stockte die schwedische Luftwaffe den Bestand an Fw 44 immer wieder auf und verfügte letztendlich über insgesamt 85 Fw 44 J, die beiden Vorführmaschinen 801 und 802 eingerechnet.

### Finnland

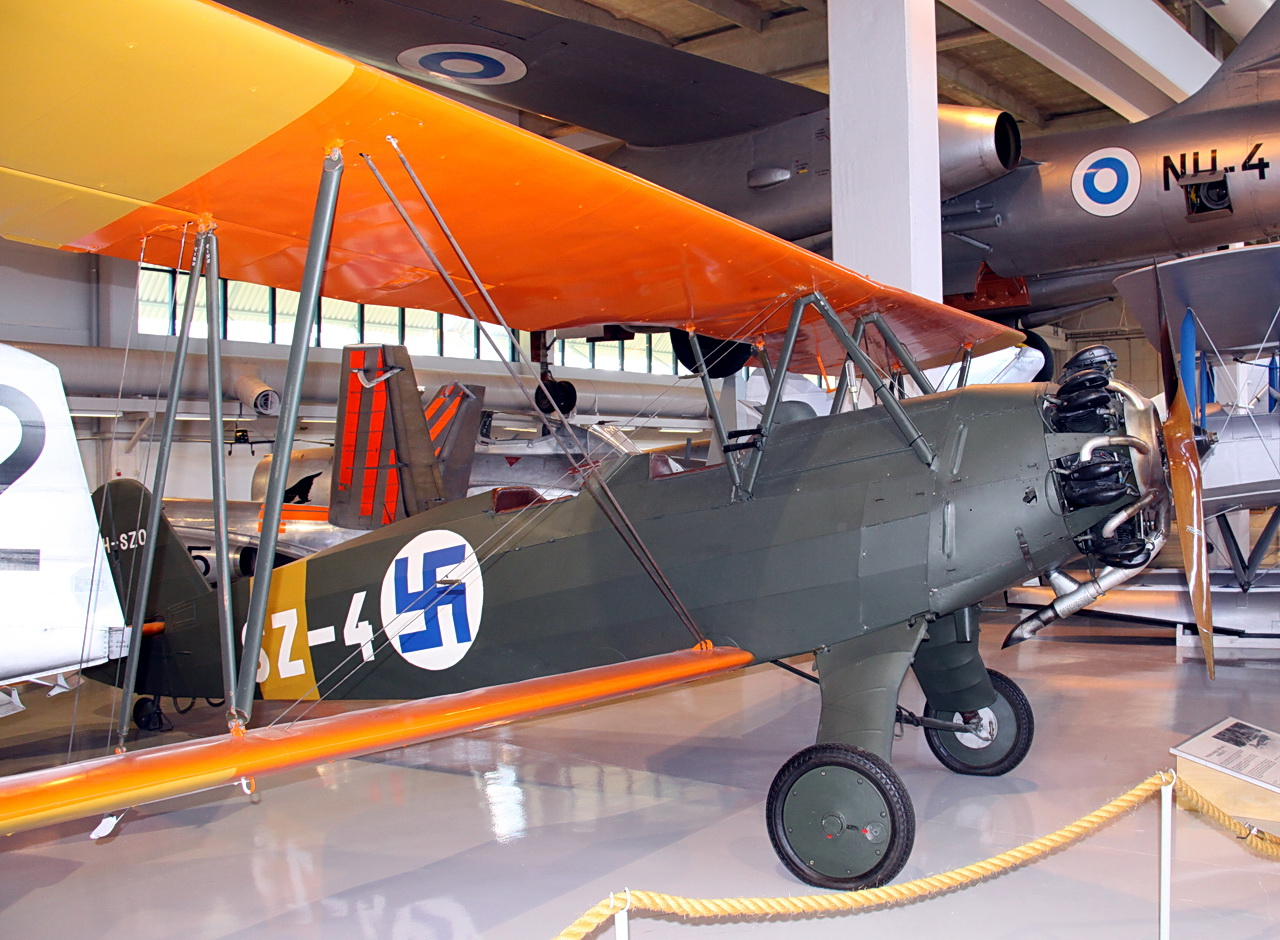
Eine Fw 44 in zeitgenössischer finnischer Lackierung im Finnischen Luftwaffenmuseum

Da sich die Fw 44 auch für den Betrieb in Polargebieten eignete, sah auch Finnland Bedarf, dieses Flugzeug zur Fluggrundausbildung zu beschaffen. Im April 1940 wurde ein Vertrag zwischen Finnland und Focke-Wulf unterzeichnet, der die Lieferung von 30 Fw 44 J vorsah. Die Flugzeuge wurden im tschechischen ČKD-Werk hergestellt und im Juli und August 1940 in drei Serien zu je zehn Stück von Warnemünde aus über Schweden nach Finnland überführt. Sie erhielten die Kennzeichen SZ-1 bis SZ-30 und wurden von 1941 bis 1958 bei den finnischen Luftstreitkräften zu Schulzwecken genutzt, hauptsächlich bei Ausbildungseinheiten in Kauhava und Vesivehmaa. Im März 1944 bestellte die Armee zehn weitere Fw 44J, erhielt aber lediglich fünf gebrauchte aus Luftwaffe-Beständen, die sie als SZ-31 bis SZ-35 in Dienst stellte. Neun Flugzeuge gingen während der durchschnittlich 3000 Flugstunden je Maschine umfassenden Einsatzzeit bei Unfällen oder Abstürzen verloren. Das letzte Exemplar wurde 1959 ausgemustert und alle noch vorhandenen Stieglitze außer einem für das finnische Luftfahrtmuseum bestimmten 1960 an zivile Eigner versteigert; 17 davon wurden zugelassen und später auch in andere Länder, darunter Deutschland weiterverkauft. Einige fliegen noch in heutiger Zeit.

### Norwegen
Norwegen bestellte zehn Fw 44 J, die im April 1940 ausgeliefert wurden. Die Kennzeichen und Werknummern sind heute nachvollziehbar.

### Österreich
Ab 1936 setzte Österreichs Bundesheer die Fw 44 als Schulflugzeug ein, nachdem zehn Flugzeuge bei Focke-Wulf bestellt worden waren. Auch in Österreich wurde die Fw 44 in Lizenz produziert. Die in Wiener Neustadt ansässige Hirtenberger Patronenfabrik fertigte 40 Fw 44 J.

### Bulgarien
Bulgarien bestellte neben vielen anderen Focke-Wulf-Mustern auch die Fw 44 in Bremen. Im November 1936 wurden die ersten sechs Fw 44 J geliefert und im Mai 1939 folgten zehn weitere. Bis Februar 1940 wurden zwanzig weitere Exemplare nach Bulgarien geliefert, so dass der Staat insgesamt über 46 Fw 44 J verfügte.

### Türkei
Die unter Mustafa Kemal Atatürk modern gewordene Türkei bestellte im Jahre 1939 acht Fw 44 J, da man auch in der Luftwaffenschulung auf moderne Technik setzen wollte. Nachdem die Flugzeuge im Jahr 1940 an die Türkei geliefert worden waren, erhielt die erste Einweisung auf das Muster Atatürks Adoptivtochter Sabiha Gökçen. Sie wurde auf der Fw 44 von Flugkapitän Stein zur Fluglehrerin ausgebildet und unterrichtete auf dem Muster anschließend selbst Sport- und Kampfpiloten.

### Südamerika

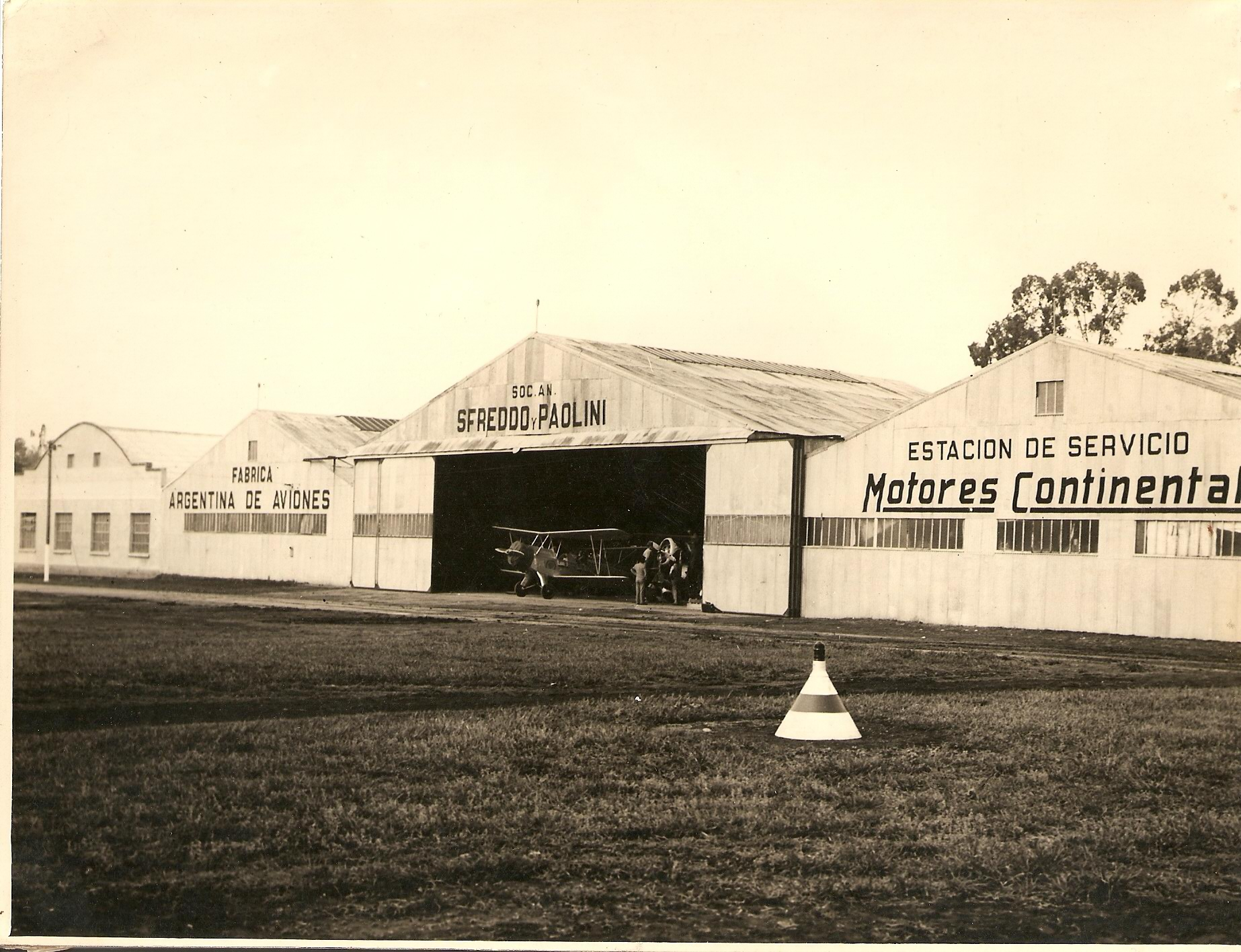
Focke-Wulf Fw 44 in den Werkshallen des argentinischen Flugzeugherstellers Sfreddo y Paolini im Jahre 1941

Im Jahre 1936 führte Focke-Wulf einen Demonstrationsflug durch verschiedene Länder in Südamerika durch. Dabei wurden unter anderem Vorführungen in Argentinien, Chile, Kolumbien, Brasilien und Bolivien geflogen.
Argentinien bestellte daraufhin im Januar 1937 fünfzehn Fw 44 J und schloss im gleichen Jahr einen weiteren Vertrag zur Lieferung von Flugzeugteilen, Werkstoffen und Ausrüstungsgegenständen, um nochmals 30 Fw 44 J bei FMA in Lizenz fertigen zu können. Ein Jahr später war die Stückzahl der in Lizenz zu fertigenden Flugzeuge bereits auf 60 Stück erhöht worden. 1944 begann man in Argentinien mit der Entwicklung einer eigenen, vollständig aus einheimischem Holz gefertigten Maschine unter der Bezeichnung FMA I.Ae. 23. Trotz guter Leistungen erfolgte jedoch kein Serienbau.
Brasilien errichtete 1936 in der Guanabara-Bucht eigens für die Fw 44 J eine Produktionsstätte namens Oficinas Gerais da Aviação Naval; vor dem Anlaufen der Produktion übernahm es eine deutsche Fw 44, die zerlegt nach Brasilien verschifft und am 10. November 1936 eingeflogen wurde. Die Fertigung lief von 1937 bis 1938. Zwei weitere Fw 44 J kamen 1939 als Geschenk aus Argentinien. Die insgesamt 43 vorhandenen Flugzeuge wurden von der Marine und den Luftstreitkräften zur Ausbildung genutzt. Die noch verbliebenen Fw 44 J wurden 1946/1947 ausgemustert, 15 Stück erhielt die zivile Luftfahrtbehörde, die sie aber mangels Ersatzteilen bis 1948 stilllegte.
Im September des Jahres 1937 unterzeichnete auch Chile einen Vertrag, der die Lieferung von fünfzehn Fw 44 J vorsah.

## Produktionszahlen
Die Serienproduktion der Fw 44 begann im Februar 1935 bei Focke-Wulf und endete im Juni 1940 bei ČKD in Prag.
| Hersteller        | Motor As 8, Vers. E und G | Motor Sh 14, übrige Versionen | Summe |
| ----------------- | ------------------------- | ----------------------------- | ----- |
| Focke-Wulf        | 120                       | 747                           | 867   |
| AGO               |                           | 121                           | 121   |
| Flugzeugbau Halle |                           | 515                           | 515   |
| Bücker            |                           | 85                            | 85    |
| Summe             | 120                       | 1468                          | 1588  |

Die angeführten 1588 Flugzeuge wurden bis Ende 1938 ausgeliefert. ČKD baute im Zeitraum November 1939 bis Juni 1940 weitere 81 Flugzeuge, von denen 52 exportiert wurden. Die Differenz wurde vermutlich an die Luftwaffe abgeliefert, da deren Bestand am 1. März 1940 mit 1357 Fw 44 auf 1385 Fw 44 am 30. Mai 1940 stieg.
| Land        | Anzahl | Zeitraum  |
| ----------- | ------ | --------- |
| Bulgarien   | 42     | 1936–1939 |
| Finnland    | 30     | 1940      |
| Norwegen    | 10     | 1940      |
| Österreich  | 8      | 1937      |
| Schweden    | 28     | 1936–1940 |
| Rumänien    | 1      | 1937      |
| Türkei      | 17     | 1936–1938 |
| Argentinien | 10     | 1937      |
| Bolivien    | 1      | 1937      |
| Brasilien   | 1      | 1936      |
| Chile       | 15     | 1938      |
| Summe       | 163    |           |

| Hersteller             | Anzahl | Zeitraum        |
| ---------------------- | ------ | --------------- |
| FMA, Argentinien       | 188    | 1937–1948       |
| Galeao, Brasilien      | 40     | 1936            |
| ASJA, Schweden         | 20     | 1937–1938       |
| CVV, Schweden          | 37     | 1939–1941, 1943 |
| Hirtenberg, Österreich | 40     | 1937–1938       |
| Summe                  | 325    |                 |

Unter der Annahme, dass die 163 Export-Flugzeuge nicht der RLM-Serie entnommen wurden, sowie unter Berücksichtigung einiger Verkäufe im Deutschen Reich an Firmen und Privatpersonen sind im Reich etwa 1800 Fw 44 gebaut worden. Dazu kommen die 325 Lizenzbauten, sodass sich die Gesamtproduktion der Fw 44 auf etwa 2125 Flugzeuge beläuft.

## Sportliche Erfolge
Die Fw 44 nahm vor allem in den 1930er-Jahren an zahlreichen Kunstflugwettbewerben teil und war stets gut platziert. Die sportlichen Erfolge gehen vor allem auf das Konto von Gerd Achgelis und Graf Otto von Hagenburg. Im Folgenden werden einige der Erfolge aufgezählt:

### Kunstflugweltmeisterschaft 1934
Bei der Kunstflugweltmeisterschaft, die im Jahre 1934 in Paris stattfand, erzielte Gerd Achgelis auf einer Fw 44 den dritten Platz.

### Siebte deutsche Kunstflugmeisterschaft 1935
Bei der siebten deutschen Kunstflugmeisterschaft in Stuttgart im Jahre 1935 erzielte Gerd Achgelis mit einer Fw 44 den zweiten Platz nach Willi Stör, der eine Messerschmitt M35b flog.

### Olympische Sommerspiele 1936
Bei den Olympischen Sommerspielen des Jahres 1936 in Berlin fanden im Rahmen der Spiele auch Kunstflugmeisterschaften statt. Hier gewann die Fw 44 mit Graf Otto von Hagenburg als Pilot die Herrenkonkurrenz.

### Achte deutsche Kunstflugmeisterschaft 1936
Die deutschen Kunstflugmeisterschaften fanden in diesem Jahr in München-Oberwiesenfeld statt. Graf Otto von Hagenburg wurde in seiner Fw 44 erneut von der Messerschmitt M35b auf den zweiten Platz verwiesen. Dieses Mal von Willi Stör.

## Heutige Bedeutung

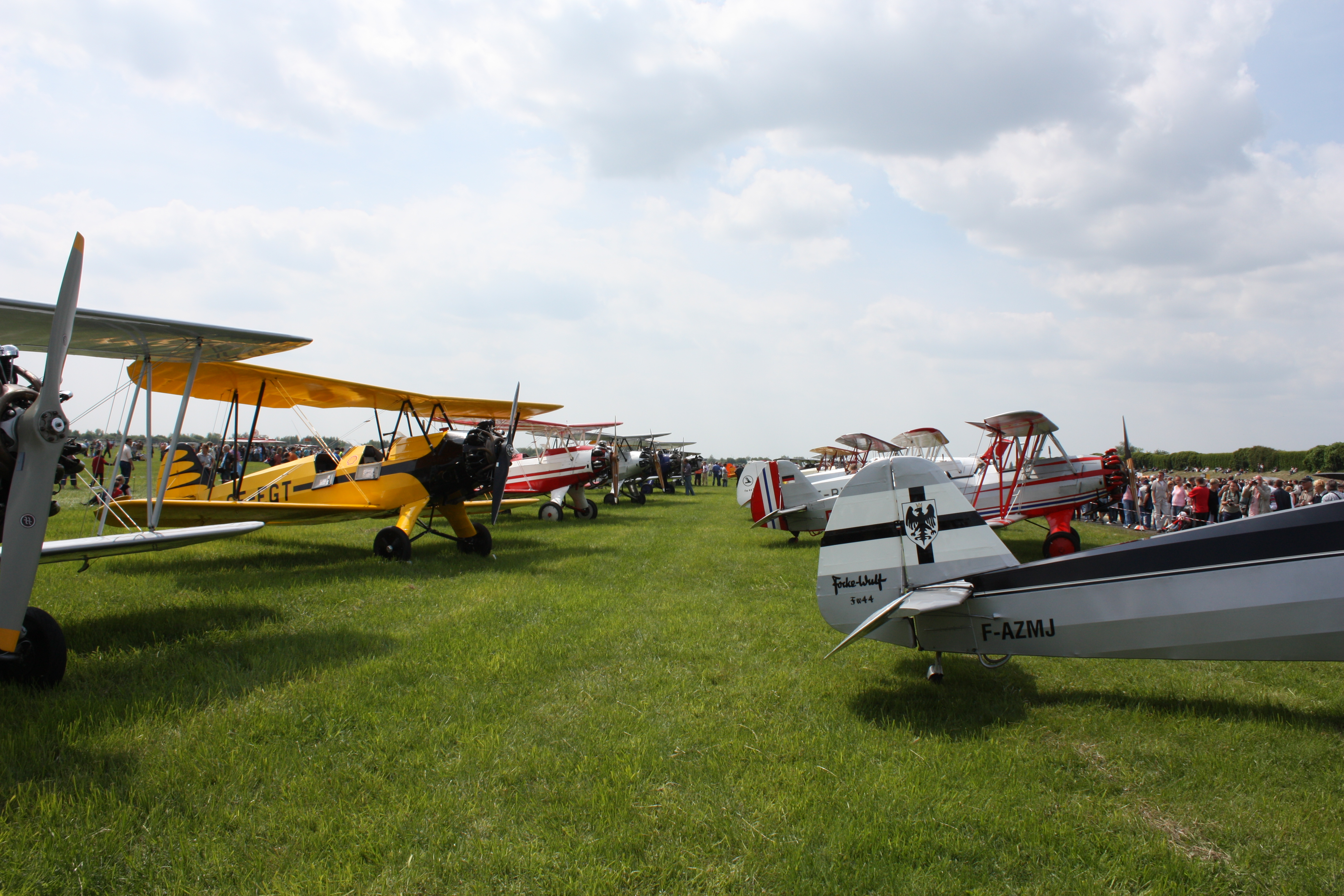
Zum 100-jährigen Bestehen der Luftfahrtindustrie in Bremen trafen sich dort im Jahre 2009 zehn Fw 44 aus Europa

Trotz der hohen Produktionszahlen der Fw 44 sind heute in ganz Europa kaum mehr als 14 Exemplare flugfähig erhalten. Vereinzelt gibt es Projekte, die es sich zur Aufgabe gemacht haben, erhaltene Fw 44 in einen flugfähigen Zustand zu bringen.
Für die Sportfliegerei ist die Fw 44 heute praktisch nicht mehr von Bedeutung. Die Flugzeuge werden vorwiegend für Flugvorführungen auf Flugtagen genutzt. Für Anfängerschulung wird die Fw 44 gar nicht mehr eingesetzt und Kunstflugvorführungen bilden eher die Ausnahme. Wegen der wenigen erhaltenen Exemplare und der in Sportfliegerkreisen bekannten Geschichte des Flugzeugs sind Stieglitze heute gern gesehene Gäste auf Flugtagen.
Da die erhaltenen Flugzeuge unterschiedliche Hintergründe haben, unterscheiden sie sich im Detail erheblich. Keine erhaltene Fw 44 gleicht der anderen. Im Gegensatz zu dem ähnlich alten Modell Messerschmitt Bf 108 kann auch der Laie schnell erkennen, dass es sich um ein historisches Flugzeug handelt.
Zwar kostete eine Focke-Wulf Fw 44 Stieglitz in den 1930er-Jahren rund 18.000 Reichsmark, was einem heutigen Preis von 98.000 Euro entsprechen würde, wie hoch der heutige Preis für eine Fw 44 aber tatsächlich ist, kann nicht mit Sicherheit angegeben werden. Dies hängt von vielen Faktoren, wie zum Beispiel dem Zustand des Flugzeugs, aber auch von der Marktsituation ab. Generell sind Fw 44 im Gebrauchtflugzeugmarkt praktisch nie zu finden. Anteile von Fw-44-Flugzeugen werden in der Regel nicht durch Inserate, sondern durch persönliche Kontakte gehandelt.

## Heute bekannte Zwischenfälle

### Absturz des Erprobungsflugzeugs D-2465
Am 18. September 1933 ging eine Fw 44 A bei einem Absturz verloren. Es handelte sich um die Werknummer 155 mit dem Kennzeichen D-2465. Mit diesem Flugzeug wurden die Trudeleigenschaften des Flugzeugs erprobt. Ob sich der Unfall während einer Erprobung oder im Normalflug ereignete, ist nicht bekannt. Es ist ebenfalls nicht bekannt, ob die Besatzung überlebte.

### Bruchlandung der D-EMOF
Am 10. Oktober 2004 erzwang ein gebrochener Fahrwerksbolzen die Bruchlandung einer Fw 44 J (D-EMOF) auf dem Flugplatz Ober-Mörlen, wobei eine Tragfläche beschädigt wurde. Die Besatzung blieb unverletzt. Nach einer achtmonatigen Reparatur konnte die Fw 44 wieder fliegen.

### Bruchlandung der D-EQAX
Am 22. Mai 2011 überschlug sich eine Fw 44 J (D-EQAX) auf einem Flugtag in Lüneburg infolge eines Fahrwerkbruchs. Das Flugzeug befand sich zuvor auf einem lokalen Rundflug. Die Besatzung blieb unverletzt.
Nach Grundüberholung fliegt die D-EQAX seit Mai 2013 wieder und ist nach wie vor auf dem Flugplatz „Hungriger Wolf“ bei Itzehoe in Schleswig-Holstein stationiert.

### Bruchlandung der D-ETUF
Am 26. April 2020 streifte nach einem Leistungsabfall des Motors beim Start bei der versuchten Rückkehr zum Flugplatz Siegerland während der Notlandung eine Fw-44 J (D-ETUF) eine Planierraupe und schlug auf dem Boden auf. Das Flugzeug wurde schwer beschädigt. Der Pilot erlitt keine Verletzungen, eine Passagierin wurde leicht verletzt.

## Technische Daten
Die technischen Daten beziehen sich auf die Fw-44-Modelle mit Siemens Sh 14. Bei diesen Modellen kann die Fw 44 bis zu 4,4 Stunden in der Luft bleiben und dabei 675 km zurücklegen. Bei dem gegebenen Kraftstoffvorrat von 135 Litern entspricht das einem Kraftstoffverbrauch von etwa 30 Litern pro Flugstunde oder 20 Litern pro 100 km. Die Reisegeschwindigkeit liegt bei 172 km/h und die Landegeschwindigkeit bei 72 km/h. Im Horizontalflug erreicht die Fw 44 eine Höchstgeschwindigkeit von 185 km/h, im Sturzflug darf die Fw 44 nicht schneller als 350 km/h werden. Die Mindest-Start- und Landestrecke beträgt 140 Meter. Die Dienstgipfelhöhe wird mit 3900 Metern angegeben. Zum Steigen auf 1000 Meter benötigt die Fw 44 5,5 Minuten und um 3000 Meter zu erreichen 23,6 Minuten. Weitere technische Daten können den Tabellen entnommen werden.
| Kenngröße                 | Daten  |
| ------------------------- | ------ |
| Besatzung                 | 1      |
| Passagiere                | 1      |
| Spannweite oben und unten | 9,00 m |
| Länge                     | 7,30 m |
| Höhe                      | 2,70 m |
| Radspur                   | 1,85 m |

| Kenngröße                      | Daten    |
| ------------------------------ | -------- |
| Tragfläche mit Querruder oben  | 10,35 m² |
| Tragfläche mit Querruder unten | 9,65 m²  |
| Gesamtfläche                   | 20,00 m² |
| Höhenleitwerk                  | 2,30 m²  |
| Seitenleitwerk                 | 1,20 m²  |
| Bruchlastvielfaches            | 10,8g    |

| Kenngröße          | Daten      |
| ------------------ | ---------- |
| Rüstmasse          | 565 kg     |
| Zuladung           | 305 kg     |
| Startmasse         | 870 kg     |
| Zuladung/Rüstmasse | 0,54       |
| Flächenbelastung   | 43,5 kg/m² |
| Leistungsbelastung | 5,8 kg/PS  |